# Denny Dillon
Denise 'Denny' Dillon (Cleveland (Ohio), 18 mei 1951) is een Amerikaans actrice en komediant.

## Biografie
Dillon werd geboren in Cleveland (Ohio) en heeft hierna nog in New York en Los Angeles gewoond. Nu woont zij in Ulster County waar zij acteerlessen geeft en voice-over werk doet.
Dillon begon met acteren in het theater. In 1973 maakte zij haar debuut op Broadway in de rol van Agnes met de musical Gypsy. In 1983 werd genomineerd voor een Tony Award voor haar rol in de Broadwaymusical My One And Only.
Dillon begon in 1977 met acteren voor televisie in de film Saturday Night Fever, waarna zij nog meerdere rollen speelde in films en televisieseries. Zij is vooral bekend van haar rol als Toby Pedalbee in de televisieserie Dream On waar zij in 119 afleveringen speelde (1990-1996). Voor deze rol werd zij in 1993, 1994 en 1995 genomineerd voor een CableACE Award, in 1996 won zij deze prijs in de categorie beste actrice in een comedyserie.

## Filmografie

### Films
Uitgezonderd korte films.
- 2020 Bruised - als gekke Esther
- 2020 A New York Christmas Wedding - als Jane Lally
- 2007 Racing Daylight - als roddelaarster / religieuze vrouw
- 2006 United 93 - als Colleen Fraser
- 2002 Ice Age - als glyptodon (stem)
- 2002 Garmento - als Sylvia Walsh
- 1999 Baby Huey's Great Easter Adventure - als pikkende moeder
- 1995 The Weinerville Chanukah Special - als vrouwelijke beller
- 1994 Roseanne: An Unauthorized Biography - als Roseanne Barr Pentland Arnold
- 1992 Life on the Edge - als Shelli Summers
- 1992 Only You - als vertegenwoordigster Sunray Tours Travel
- 1992 House IV - als Verna Klump
- 1990 The American Film Institute Presents: TV or Not TV? - als ??
- 1985 Seven Minutes in Heaven - als tante Gail
- 1985 My Little Pony: Escape from Catrina - als stem
- 1984 Garbo Talks - als Elaine
- 1984 Grace Quigley - als verpleegster
- 1983 The Special Magic of Herself the Elf - als Meadow Morn (stem)
- 1982 Author! Author! - als jonge vrouw
- 1977 Saturday Night Fever - als Doreen

### Televisieseries
Uitgezonderd eenmalige gastrollen.
- 2002 Courage the Cowardly Dog - als stem - 13 afl.
- 1990-1996 Dream On - als Toby Pedalbee - 119 afl.
- 1988-1989 Night Court - als Rhoda Wasserman - 2 afl.
- 1987-1989 Women in Prison - als Meg Bando - 13 afl.
- 1986-1987 Fame - als Corky de kassière - 2 afl.
- 1980-1981 Saturday Night Live - als diverse karakters - 13 afl.

## Theaterwerk opBroadway
- 2003 Enchanted April - toneelstuk - als Costanza (understudy)
- 1983-1985 My One And Only - musical - als Mickey
- 1980 Harold and Maude - toneelstuk - als Sylvie Gazel
- 1975 The Skin of Our Teeth - toneelstuk - als Mammoth / Monkey Man
- 1974-1975 Gypsy - musical - als Agnes

- International Standard Name Identifier: 0000 0004 4883 1014
- Library of Congress Control Number: nr2002001572
- MusicBrainz: 612d52c9-dd2d-4407-8240-d0f531a8b09b
- Virtual International Authority File: 29465712
- WorldCat: E39PBJjCP8vfpbB9fkJxPQKmVC